# Oreobates lehri
Espèce
Synonymes
- Eleutherodactylus lehri Padial, Chaparro & De la Riva, 2007

Statut de conservation UICN

 EN  : En danger
Oreobates lehri est une espèce d'amphibiens de la famille des Craugastoridae.

## Répartition
Cette espèce est endémique de la région de Cusco au Pérou. Elle se rencontre entre 2 445 et 2 850 m d'altitude dans les vallées de l'Apurimac et du Kosñipata dans la Cordillère de Vilcabamba.

## Description
Les femelles mesurent de 31,0 à 32,9 mm

## Étymologie
Cette espèce est nommée en l'honneur d'Edgar Lehr.

## Publication originale
- Padial, Chaparro & De la Riva, 2007 : A new species of the Eleutherodactylus discoidalis group (Anura: Brachycephalidae) from Cloud Forests of Peru. Herpetologica, vol. 63, no 1, p. 114-122 (texte intégral).